# David Burnside
David Burnside (Kingswood, 10 dicembre 1939 – Bristol, 17 ottobre 2009) è stato un allenatore di calcio e calciatore inglese, di ruolo attaccante.

## Carriera

### Giocatore

#### Club
Cresciuto nel WBA, esordisce in prima squadra con il suo club nella First Division 1957-1958 ottenendo il quarto posto finale. La stagione seguente giunge con la sua squadra al quinto posto, a cui ne segue un quarto nella First Division 1959-1960. Nella stagione 1960-1961 ottiene il decimo posto finale a cui segue il nono in quella successiva.
Dopo aver iniziato la stagione 1962-1963 con il WBA passa al Southampton, militante in cadetteria. Con i Saints ottiene l'undicesimo posto della Second Division 1962-1963, a cui ne segue un quinto nella stagione seguente. Nel dicembre 1964 passa al Crystal Palace, sempre nella cadetteria inglese. Con gli Eagles ottiene il settimo posto della Second Division 1964-1965 e l'undicesimo in quella successiva.
Nel settembre del 1966 passa al Wolverhampton, con cui ottiene, grazie al secondo posto ottenuto, la promozione in massima serie al termine della Second Division 1966-1967.
Con i Wolves disputò l'unica edizione del campionato dell'United Soccer Association, lega che poteva fregiarsi del titolo di campionato di Prima Divisione su riconoscimento della FIFA, nel 1967: quell'edizione della Lega fu disputata utilizzando squadre europee e sudamericane in rappresentanza di quelle della USA, che non avevano avuto tempo di riorganizzarsi dopo la scissione che aveva dato vita al campionato concorrente della National Professional Soccer League; la squadra di Los Angeles fu rappresentata per l'appunto dal Wolverhampton. I "Wolves" vinsero la Western Division e batterono in finale i Washington Whips che erano rappresentati dagli scozzesi dell'Aberdeen.
L'anno seguente lo inizia ai Wolves per passare nel marzo 1968 ai cadetti del Plymouth, con cui retrocede in terza serie al termine della Second Division 1967-1968. Nella Third Division 1968-1969 ottiene il quinto posto finale, il diciassettesimo posto in quella seguente ed il quindicesimo nella stagione 1970-1971.
Nel dicembre 1971 passa al Bristol City che lascerà nel marzo 1972 per passare al Colchester United, con cui ottiene l'undicesimo posto della Fourth Division 1971-1972.
Nel 1972 diviene l'allenatore-giocatore del Bath City.

#### Nazionale
Ha indossato in due occasioni la maglia della Nazionale Under-23 di calcio dell'Inghilterra nel 1961.

### Allenatore
La prima esperienza come allenatore di Burnside è Bath City.
Guida la Nazionale Under-20 di calcio dell'Inghilterra sia al Campionato mondiale di calcio Under-20 1991, fermandosi alla fase a gironi, ed a quello del 1993, ottenendo il terzo posto finale.
Nel 2000 diviene l'allenatore del Bristol City, con cui ottiene il settimo posto della Football League Division Two 1999-2000.

## Palmarès
- Campionato statunitense di calcio: 1

Los Angeles Wolves: 1967